# قطع الشرف (بني مطر)

تعديل مصدري - تعديل

قطع الشرف هي إحدى قرى عزلة بني قيس بمديرية بني مطر التابعة لمحافظة صنعاء، بلغ تعداد سكانها 587 نسمة حسب تعداد اليمن لعام 2004.